# Storia dell'arte italiana del '900
Storia dell'arte italiana del '900 è un'enciclopedia scritta tra il 1981 e il 2010 dal critico e storico dell'arte Giorgio Di Genova e pubblicata dalla casa editrice bolognese Bora.

## Descrizione
L'enciclopedia, che abbraccia i campi sia della pittura che della scultura, traccia i profili critici degli artisti che hanno caratterizzato l'arte italiana del XX secolo; i contenuti sono organizzati su base biografica, anche se il testo è composto da capitoli storico-tematici e non da singole voci personali, come nella maggior parte delle enciclopedie. La ripartizione dei contenuti fra i vari volumi avviene su base generazionale: ogni volume tratta dei fatti e delle personalità che hanno caratterizzato le diverse generazioni di artisti, suddivise per decenni: dalla «generazione Maestri storici» (di cui fanno parte le personalità nate nel corso del XIX secolo ma ancora attive nel Novecento) si arriva alla «generazione anni Quaranta» (di cui fanno parte gli artisti nati tra il 1940 e il 1949). Questa impostazione, del tutto peculiare, ha il vantaggio di creare nel vasto panorama biografico analizzato criteri di distinzione e organizzazione dei contenuti oggettivi e controllati; tuttavia, comporta anche il rischio di sacrificare la dovuta «ottica orizzontale» e di «feticizzare» criteri cronologici che, per quanto talvolta possano essere anche di per sé forieri di mutazioni culturali dovute alla loro stessa percezione, rimangono pur sempre del tutto convenzionali, strumentali e di conseguenza utili a indagare la storia soltanto a posteriori, piuttosto che a priori.

## Stesura
Di Genova avviò all'inizio degli anni ottanta la stesura dei contenuti di quelli che poi diventarono i volumi 4, 5 e 6, in occasione di tre mostre su artisti italiani nati negli anni venti (1981), negli anni dieci (1982) e nel primo decennio (1985) del Novecento. A partire dal 1993 l'editore Bora di Bologna avviò la pubblicazione dei volumi dell'enciclopedia.
Nel 1999 Di Genova fu tra i fondatori del MAGI '900, il museo a Pieve di Cento che si propone di costituire una raccolta antologica dell'arte italiana del XX secolo, diventando il corrispettivo museale dei contenuti enciclopedici della Storia dell'arte.

## Contenuti e piano dell'opera
L'opera si suddivide in sette volumi per un totale di dieci tomi. Gli artisti considerati organicamente sono quasi cinquemila, ma i nomi presenti nell'indice analitico sono più di trentacinquemila. Sono presenti riproduzioni, a colori e in bianco e nero, di circa diecimila opere.
Il piano dell'opera è il seguente:
- Volume 1: Generazione Maestri storici
  - Tomo I (1993, ISBN 88-85345-24-7)
  - Tomo II (1994, ISBN 88-85345-36-0)
  - Tomo III (1995, ISBN 88-85345-43-3)
- Volume 2: Generazione primo decennio (1996[3], ISBN 88-85345-55-7)
- Volume 3: Generazione anni Dieci (1990[4], ISBN 88-85345-00-X)
- Volume 4: Generazione anni Venti (1991[5], ISBN 88-85345-10-7)
- Volume 5: Generazione anni Trenta (2000, ISBN 88-85345-81-6)
- Volume 6: Generazione anni Quaranta
  - Tomo I (2007, ISBN 978-88-88600-39-0)
  - Tomo II (2009, ISBN 978-88-88600-54-3)
- Volume 7: Indice generale (2010, ISBN 978-88-88600-55-0)